# Palazzo Senatorio (Trapani)
Il palazzo Senatorio, detto anche palazzo Cavarretta, è un edificio storico in via Torrearsa a Trapani. Fu sede del Senato cittadino e oggi del comune.

## Storia
Edificato originariamente nel secolo XV, fu ampliato e rinnovato nel 1672 con l'aggiunta dell’elegante e maestoso prospetto, dal cavaliere gerosolimitano Giacomo Cavarretta, su progetto dell’architetto Andrea Palma, nell'antica Loggia dei pisani, risalente al 1400 per accogliere l'importante istituzione cittadina.
È collocato nel punto in cui la via Torrearsa (ex via degli Scultori) si incrocia con il corso Vittorio Emanuele (ex Rua Grande), alla destra della facciata vi è la Torre dell'orologio.
Oggi è sede delle sedute del consiglio comunale di Trapani.

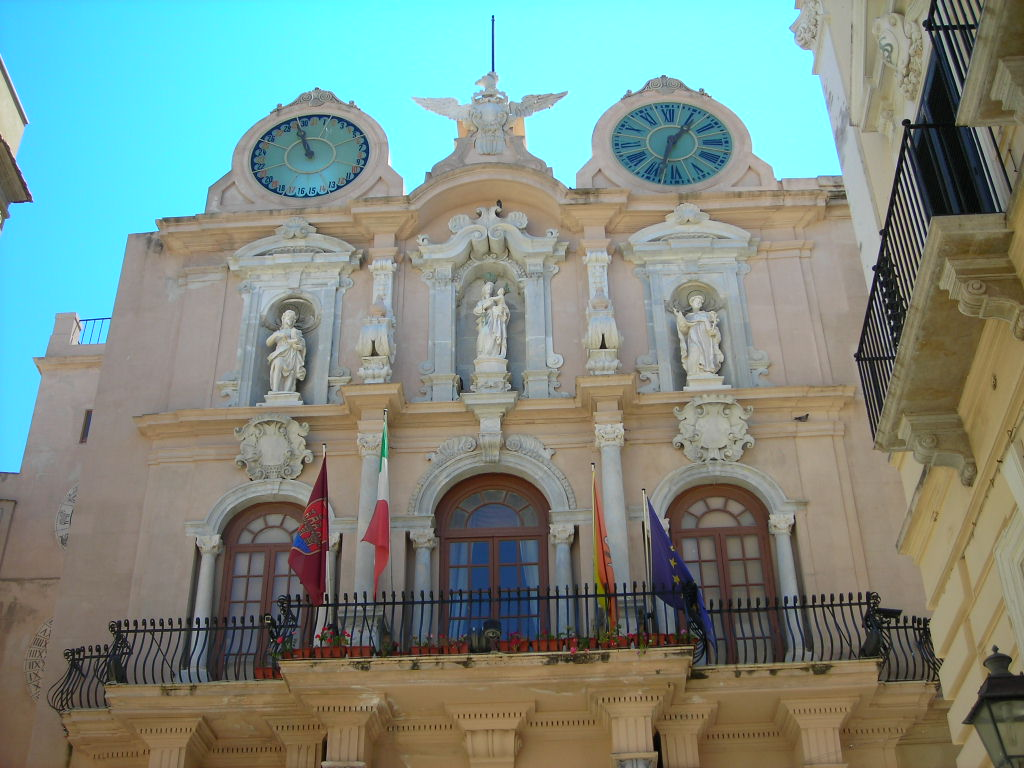
Le tre statue del prospetto principale e i due orologi

## Architettura
Il Palazzo, di chiara impronta barocca, è strutturato su tre ordini. Nella facciata, all’ultimo, vi sono le statue della Madonna di Trapani (al centro), di San Giovanni Battista e di Sant’Alberto da Trapani, opere di Giuseppe Nolfo, realizzate nel 1700. Nel 1827 sono stati aggiunti i due caratteristici cassoni con l’orologio ed il datario. Tra i due un fregio che rappresenta l'aquila con lo stemma della città.